# Suanne Braun
Pour les articles homonymes, voir Braun.
Suanne Braun, née le 29 février 1968, est une actrice sud-africaine.

## Biographie
Suanne Braun vit à Londres, en Angleterre.

## Vie privée
Suanne Braun a épousé en 2002 Christopher Garner, fils de l'acteur sud-africain Rex Garner (en).

## Filmographie partielle

### Comme actrice

#### Au cinéma
- 2015 : Survivor
- 2018 : La Princesse de Chicago
- 2020 : La Princesse de Chicago : Dans la peau d'une reine
- 2021 : La Princesse de Chicago : En quête de l'étoile
- 2021 : Un château pour Noël : Mme Donatelli (faisant référence à la série de films « Princess Switch »)
- 2023 : Un jour et demi de Fares Fares

Comme elle-même : 
- 2012 : Revealing Mr. Maugham (nomination aux BAFTA)

#### À la télévision
- Voilà !
- Stargate SG-1
- FX, effets spéciaux
- Wings
- Les Dessous de Palm Beach

### Réalisation
- 2020–2021 : Hathor Hosts (série télévisée, 31 épisodes)

## Récompenses et distinctions
- International Online Web Fest 2018 : nommée au prix de la meilleure actrice pour UnPacking
- UK Online Web Fest 2018 : nommée au prix de la meilleure actrice pour UnPacking